# Sainte-Sabine-sur-Longève
Sainte-Sabine-sur-Longève är en kommun i departementet Sarthe i regionen Pays de la Loire i nordvästra Frankrike. Kommunen ligger i kantonen Conlie som tillhör arrondissementet Mamers. År 2022 hade Sainte-Sabine-sur-Longève 729 invånare.

## Befolkningsutveckling
Antalet invånare i kommunen Sainte-Sabine-sur-Longève
| Referens: INSEE |